# Rajok
Rajokbetyder litet paradis på ryska. Det syftade ursprungligen på en form av dockteater, men betyder i överförd form en satirisk berättelse i rimmad versform med inbäddade skämt.